# Auguste Poulet-Malassis

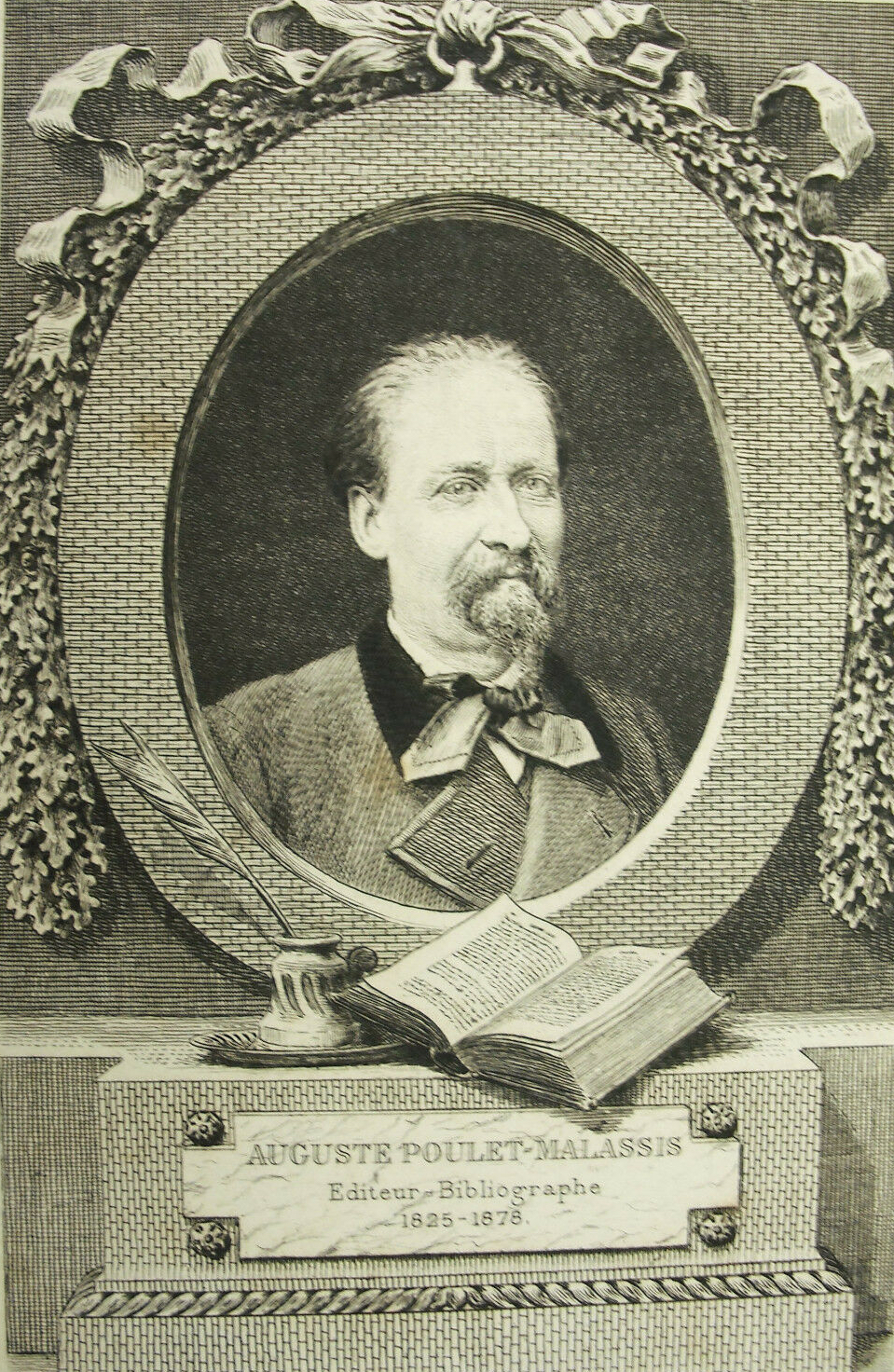
Porträtzeichnung von 1884

Auguste Poulet-Malassis (* 16. März 1825 in Alençon; † 11. Februar 1878 in Paris) war ein französischer Buchverleger. Er ist vor allem als Verleger Charles Baudelaires bekannt.
Auguste Poulet-Malassis stammte aus einer alten Buchdruckerfamilie. Seine Ausbildung erhielt er im Familienbetrieb, und er besuchte die Jesuitenschule in Alençon. 1845 ging er zum Studium nach Paris, wo er mit frühsozialistischen Kreisen bekannt wurde. Er nahm an der Pariser Februarrevolution von 1848 teil und publizierte eine eigene Zeitschrift, L’Aimable Faubourien, journal de la canaille - vendu par la crapule et acheté par les honnêtes gens („Der liebenswerte Vorstädter, eine Zeitschrift des Pöbels - verkauft von Halunken, gekauft von Ehrenleuten“), wofür er eine Haftstrafe von sieben Monaten erhielt.
1850 übernahm er zusammen mit seinem Schwager Eugène de Broise die Familiendruckerei und eröffnete zudem eine Buchhandlung in Paris. Im gleichen Jahr wurde er mit Charles Baudelaire bekannt, den Vertrag zur Herausgabe der Fleurs du Mal unterzeichneten sie am 30. Dezember 1856. Nach Erscheinen des Buches kam es zu einem Prozess, bei dem Charles Baudelaire und Poulet-Malassis wegen Beleidigung der öffentlichen Moral zu empfindlichen Geldstrafen verurteilt wurden. Am 24. Mai 1861 unterzeichneten Baudelaire und Poulet-Malassis einen weiteren Vertrag, mit dem Baudelaire das Exklusivrecht an allen seinen literarischen Werken und seinen Übersetzungen Edgar Allan Poes gab.
Auch Lautreamont wollte seine Gesänge des Maldoror bei Poulet-Malassis herausgeben. Er bat diesen, Rezensionsexemplare an die Literaturkritiker zu schicken, um die Veröffentlichung zu ermöglichen. Jedoch begnügte sich Poulet-Malassis mit der Erwähnung in einer Literaturzeitschrift, was für den Erfolg des Buches ohne Folgen blieb.
Die Vorliebe für eklektische, politische oder anstößige Texte brachten Poulet-Malassis immer wieder in Konflikt mit der Justiz und in wirtschaftliche Schwierigkeiten. Er musste am 2. September 1862 Konkurs anmelden und kam in Schuldhaft. Er exilierte nach Belgien, wo er seine Verlegertätigkeit wieder aufnahm und erneut für Baudelaire druckte. 1875 kehrte er nach Paris zurück, wo er auch starb.